# Pollestad
Pollestad is een plaats in de Noorse gemeente Klepp, provincie Rogaland. Pollestad telt 546 inwoners (2009) en heeft een oppervlakte van 0,54 km².